# Fort de Shinkakasa
 (avril 2025).
Si vous disposez d'ouvrages ou d'articles de référence ou si vous connaissez des sites web de qualité traitant du thème abordé ici, merci de compléter l'article en donnant les références utiles à sa vérifiabilité et en les liant à la section « Notes et références ».

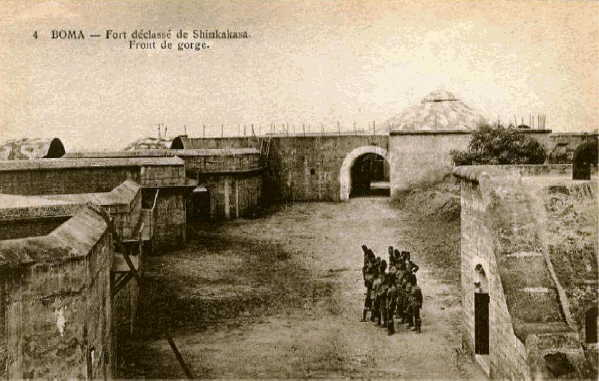
Fort de Shinkakasa, front de gorge

Le fort de Shinkakasa fut une fortification construite par l'État indépendant du Congo pour défendre l'accès au fleuve Congo en 1891. Il est situé à environ 1,5 kilomètre à l'ouest de Boma dont il porte parfois le nom.
Émile Wangermée établit les plans du fort en s'inspirant de ce que Henri Alexis Brialmont avait conçu pour les positions fortifiées de Liège et Namur. Il en reprend la forme en quadrilatère avec des fossés défendus par des pièces d'artillerie en enfilade, placés dans les angles en contre-escarpe. Le fort fut bâti et armé pour parer à toute agression venant du fleuve, en particulier face au Portugal occupant l'Angola voisin. Les confrontations entre les deux États se limitèrent à des échanges de tirs de batterie légère face aux sirènes des navires portugais.
L'armement se composait de 8 canons marins de 160 mm et de pièces auxiliaires pour la défense rapprochée de l'ouvrage.
Environ 200 soldats de la Force publique occupaient le fort, et au moins autant de troupes auxiliaires (infanterie de défense rapprochée et intendance).  Elles étaient généralement composées de soldats provenant de régions lointaines et pour réduire le risque que ces soldats se liguent et entrent en rébellion (telle que cela survint lors de la révolte des Batetela en 1885-1887),  de soldats de différentes origines ethniques, éventuellement opposées entre elles. Cela n'empêcha cependant pas que la garnison du fort ne se mutine le 17 avril 1900 sous l'impulsion des Tetela.

## Filmographie
- Le Fort de Shinkakasa (1909)